# 五泉町
五泉町（ごせんまち）は、かつて新潟県中蒲原郡にあった町。

## 沿革
- 1889年（明治22年）4月1日 - 町村制施行に伴い中蒲原郡五泉町、三本木村、荻曽根村、二ツ柳村が合併し、五泉町が発足。
- 1898年（明治31年）12月9日 - 中蒲原郡橋田村の一部を編入。
- 1901年（明治34年）11月1日 - 中蒲原郡太川村、吉沢村と合併し、五泉町を新設。
- 1954年（昭和29年）11月3日 - 中蒲原郡巣本村、川東村、橋田村と合併し、市制施行して五泉市となり消滅。

## 交通

### 鉄道路線
- 日本国有鉄道
  - 磐越西線
    - 五泉駅 - 北五泉駅